# Università centrale filippina
L'Università centrale filippina (in tagalog: Pamantasan ng Gitnang Pilipinas; in inglese: Central Philippine University), informalmente nota come "Central" o "CPU", è un'università privata cristiana filippina. 

## Storia
La fondazione della Central Philippine University nel 1905 a Jaro (Leyte)Jaro come Jaro Industrial School si deve a un gruppo di missionari della chiesa battista  (American Baptist Foreign Mission Society) e nacque come scuola elementare per bambini poveri e bisognosi ai quali veniva dato come insegnanamento generale che "il lavoro è onore". Gli insegnamenti sono orientati a uno stretto cristianesimo protestante e mirano a rafforzare la fede e il carattere degli studenti.

## Campus

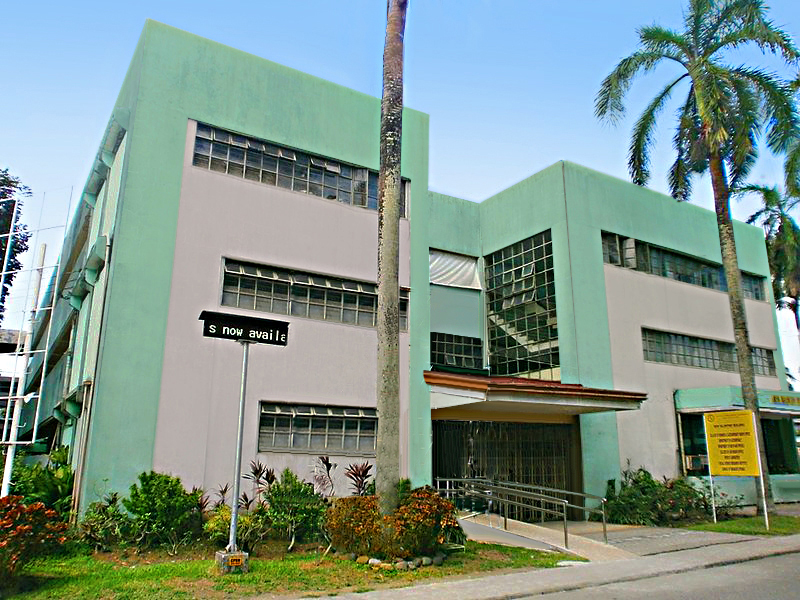
New Valentine Hall of the College of Business and Accountancy.
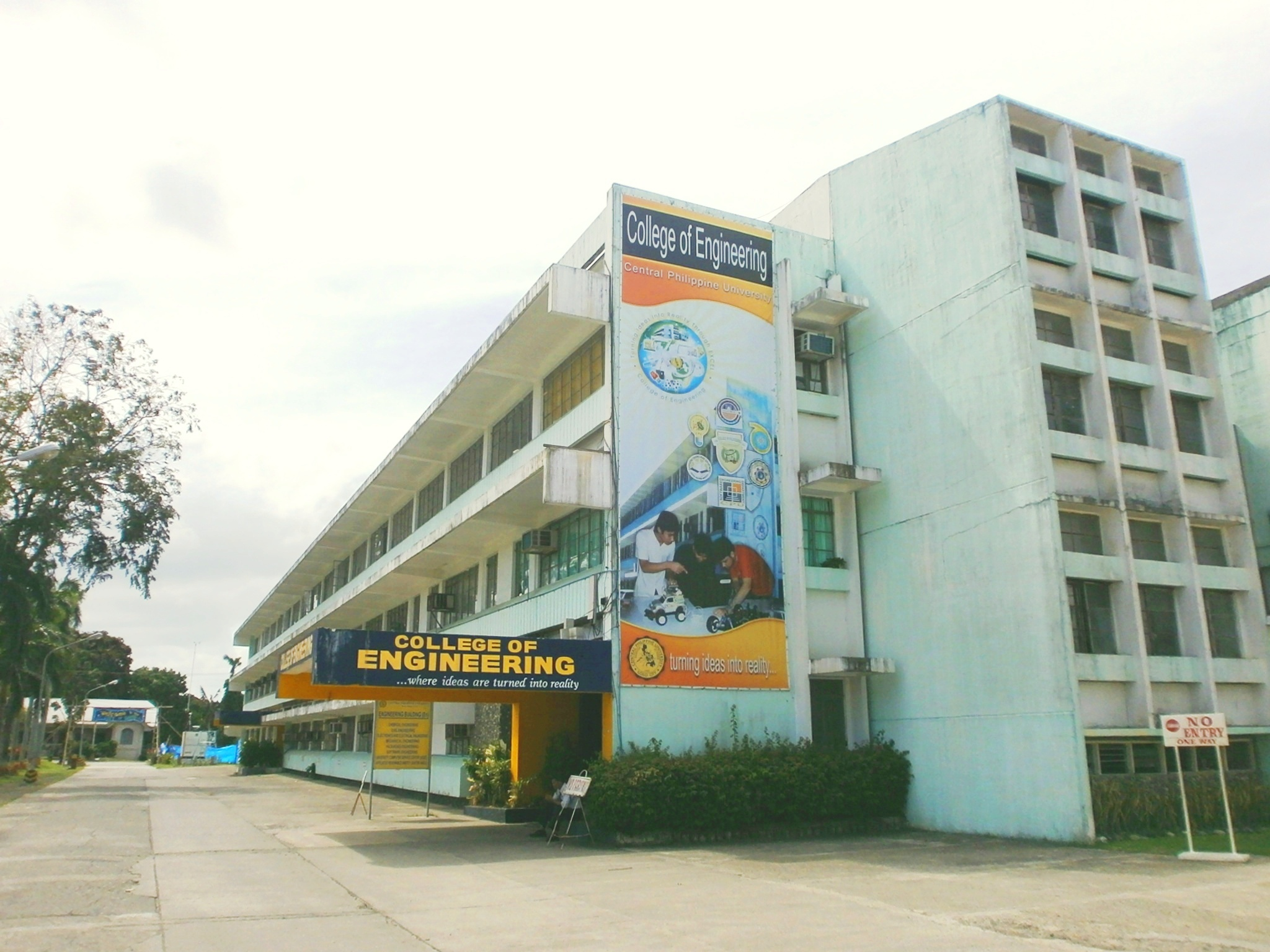
Engineering Building.
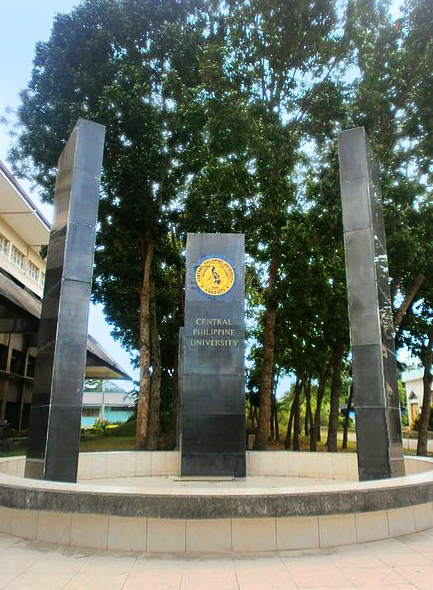
Wall of Remembrance.
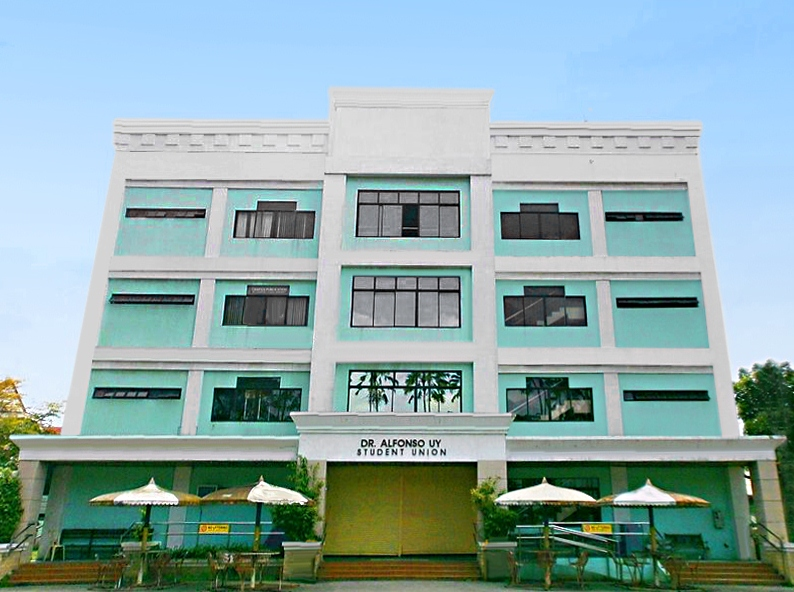
Dr. Alfonso A. Uy - Building (food court/mini mall).